# Línea 571 (Interurbanos Madrid)
La línea 571 de la red de autobuses interurbanos de Madrid une el intercambiador de Aluche (Madrid) con Boadilla del Monte por la urbanización de Montepríncipe.

## Características
Esta línea une Boadilla del Monte con Madrid en un trayecto de 45 minutos de duración. 
Siguiendo la numeración de líneas del CRTM, las líneas que circulan por el corredor 5 son aquellas que dan servicio a los municipios situados en torno a la A-5 y comienzan con un 5. Aquellas numeradas dentro de la decena 570 corresponden a aquellas que circulan por Boadilla del Monte y Pozuelo de Alarcón.
La línea no mantiene los mismos horarios todo el año, en los meses de julio y agosto se reducen ligeramente el número de expediciones los días laborables entre semana (sábados laborables, domingos y festivos tienen los mismos horarios todo el año), además de los días excepcionales vísperas de festivo y festivos de Navidad en los que los horarios también cambian y se reducen.
La línea esta operada por la empresa Boadilla mediante la concesión administrativa VCM-502 - Madrid - Boadilla del Monte (Viajeros Comunidad de Madrid) del Consorcio Regional de Transportes de Madrid.

### Frecuencias
| Lunes a viernes laborables (1 sept. - 30 junio)              |
| A 6:30 - 6:50m - 7:00 - 7:15m - 7:25m - 7:30 - 7:45m - 7:55m |
| 8:00 - 8:15m - 8:30 - 8:45m - 9:00 - 9:15m - 9:30 - 9:45m    |
| De 10:00 a 17:00 cada 30 minutos                             |
| A 17:15m - 17:30 - 17:45m - 18:00 - 18:15m - 18:30           |
| 18:45m - 19:00 - 19:15m - 19:30                              |
| De 20:00 a 23:00 cada 30 minutos                             |
| A 24:00 - 1:00                                               |
| Lunes a viernes laborables (Julio)                           |
| A 6:30 - 7:00 - 7:15m - 7:30 - 7:45m - 8:00 - 8:15m          |
| 8:30 - 8:45m - 9:00 - 9:15m - 9:30 - 9:45m                   |
| De 10:00 a 17:00 cada 30 minutos                             |
| A 17:15m - 17:30 - 17:45m - 18:00 - 18:15m - 18:30           |
| 18:45m - 19:00 - 19:15m                                      |
| De 19:30 a 23:00 cada 30 minutos                             |
| A 24:00 - 1:00                                               |
| Lunes a viernes laborables (Agosto)                          |
| De 6:30 a 23:00 cada 30 minutos                              |
| A 24:00 - 1:00                                               |
| Sábados laborables, domingos y festivos                      |
| De 7:00 a 1:00 cada hora                                     |
| m Sólo hasta la urbanización Montepríncipe                   |

| Lunes a viernes laborables (1 sept. - 30 junio)     |
| A 6:00 - 6:30 - 7:00 - 7:05m - 7:15m - 7:30 - 7:35m |
| 7:45m - 8:00 - 8:10m - 8:20m - 8:30 - 8:40m         |
| De 9:00 a 16:30 cada 30 minutos                     |
| A 16:35m - 17:00 - 17:05m - 17:30 - 17:35m - 18:00  |
| 18:05m - 18:30 - 18:35m - 19:00                     |
| De 19:30 a 22:00 cada 30 minutos                    |
| A 23:00 - 24:00                                     |
| Lunes a viernes laborables (Julio)                  |
| A 6:00 - 6:30 - 7:00 - 7:10m - 7:30 - 7:40m - 8:00  |
| 8:10m - 8:30 - 8:40m - 9:00 - 9:10m                 |
| De 9:30 a 16:30 cada 30 minutos                     |
| A 16:35m - 17:00 - 17:05m - 17:30 - 17:35m - 18:00  |
| 18:05m - 18:30 - 18:35m                             |
| De 19:00 a 22:00 cada 30 minutos                    |
| A 23:00 - 24:00                                     |
| Lunes a viernes laborables (Agosto)                 |
| De 6:00 a 22:00 cada 30 minutos                     |
| A 23:00 - 24:00                                     |
| Sábados laborables, domingos y festivos             |
| De 6:00 a 24:00 cada hora                           |
| m Sólo desde la urbanización Montepríncipe          |

## Recorrido y paradas

### Sentido Boadilla
| Código | Parada                                     | Común con                                              | Conexiones con Metro y Cercanías | Municipio          | Zona |
| ------ | ------------------------------------------ | ------------------------------------------------------ | -------------------------------- | ------------------ | ---- |
| 15782  | Av. Las Águilas - Aluche                   | 572                                                    | Aluche                           | Madrid             |      |
| 08458  | Av. Poblados - Empalme                     | 560 561 561A 561B 562 563 564 572 574 591              | Empalme                          | Madrid             |      |
| 08409  | Ctra. Cchel. a Aravaca - Colonia Jardín    | 510A 532 560 561 561A 561B 562 563 564 572 573 574 591 | Colonia Jardín                   | Madrid             |      |
| 08654  | Ctra. M502 - Urb. Los Ángeles              | 560 561 561A 561B 562 563 564 572 573 574              |                                  | Madrid             |      |
| 10471  | Ctra. M511 - Ciudad de la Imagen           | 510A 532 573 574                                       |                                  | Pozuelo de Alarcón |      |
| 21156  | Ctra. M511 - Cocheras Metro Ligero         | 573                                                    | Cocheras                         | Pozuelo de Alarcón |      |
| 08774  | Ctra. M511 - Retamares                     | 573 574                                                | Retamares                        | Pozuelo de Alarcón |      |
| 18271  | Av. Montepríncipe - Estación Montepríncipe | 573                                                    | Montepríncipe                    | Boadilla del Monte |      |
| 08759  | Av. Montepríncipe - Colegio                | 573                                                    |                                  | Boadilla del Monte |      |
| 08758  | Av. Montepríncipe - Facultad Informática   | 566 573                                                |                                  | Boadilla del Monte |      |
| 08768  | Av. Montepríncipe - Gerencia               | 566 573                                                |                                  | Boadilla del Monte |      |
| 08747  | Av. Montepríncipe - Centro Comercial       | 566 573                                                |                                  | Boadilla del Monte |      |
| 11979  | Av. Montepríncipe - Hospital Montepríncipe | 566 573                                                |                                  | Boadilla del Monte |      |
| 08746  | Av. Montepríncipe - Urb. Prado Largo       | 566 573                                                |                                  | Boadilla del Monte |      |
| 08918  | Ctra. M513 - Polideportivo Piscinas        | 566 573                                                |                                  | Boadilla del Monte |      |
| 15568  | Ctra. Majadahonda - Av. Adolfo Suárez      | 565 566 567 573 574 1 2 3                              |                                  | Boadilla del Monte |      |
| 15065  | Ctra. Majadahonda - Est. Boadilla Centro   | 565 566 567 573 574 1 2 3                              | Boadilla Centro                  | Boadilla del Monte |      |
| 17338  | Alberca - Bárbara de Braganza              | 565 573 574 575 1 4                                    |                                  | Boadilla del Monte |      |
| 11645  | Ronda - Centro De Salud                    | 566 573 574                                            |                                  | Boadilla del Monte |      |
| 15075  | Ronda - Ruperto Chapí                      | 566 573 574                                            |                                  | Boadilla del Monte |      |
| 13292  | Av. Isablel de Farnesio - Ruperto Chapí    | 573 574                                                |                                  | Boadilla del Monte |      |
| 13290  | Av. Isabel de Farnesio - Est. Nuevo Mundo  | 573 574                                                | Nuevo Mundo                      | Boadilla del Monte |      |
| 12184  | Av. Siglo XXI - Est. Siglo XXI             | 565 573 574 575 1 4                                    | Siglo XXI                        | Boadilla del Monte |      |
| 12187  | Av. Infante Don Luis - Gregorio Marañón    | 573 574 575 1                                          | Infante Don Luis                 | Boadilla del Monte |      |
| 12188  | Av. Infante Don Luis - Instituto           | 573 574 575 1                                          |                                  | Boadilla del Monte |      |
| 15304  | M. Ángel Cantero Oliva - Centro Comercial  | 573 574 575 1                                          |                                  | Boadilla del Monte |      |
| 10479  | Av. Monte Segovia - Centro Comercial       | 575 1                                                  |                                  | Boadilla del Monte |      |
| 08872  | Av. Monte Segovia - Monte Negrillo         | 567                                                    |                                  | Boadilla del Monte |      |
| 08874  | Av. Monte Segovia - Monte Guadalupe        | 567                                                    |                                  | Boadilla del Monte |      |

### Sentido Madrid
| Código | Parada                                          | Común con                                              | Conexiones con Metro y Cercanías | Municipio          | Zona |
| ------ | ----------------------------------------------- | ------------------------------------------------------ | -------------------------------- | ------------------ | ---- |
| 08875  | Av. Monte Segovia - Monte Guadalupe             | 567                                                    |                                  | Boadilla del Monte |      |
| 08873  | Av. Monte Segovia - Monte Negrillo              | 567                                                    |                                  | Boadilla del Monte |      |
| 15542  | Av. Monte Segovia - Centro Comercial            | 575 1                                                  |                                  | Boadilla del Monte |      |
| 15305  | M. Ángel Cantero Oliva - Centro Comercial       | 573 574 575 1                                          |                                  | Boadilla del Monte |      |
| 12189  | Av. Infante Don Luis - Menéndez Pidal           | 573 574 575 1                                          |                                  | Boadilla del Monte |      |
| 12186  | Av. Infante Don Luis - Federico Gª Lorca        | 573 574 575 1                                          | Infante Don Luis                 | Boadilla del Monte |      |
| 12185  | Av. Siglo XXI - Est. Siglo XXI                  | 565 573 574 575 1 4                                    | Siglo XXI                        | Boadilla del Monte |      |
| 13289  | Av. Isabel de Farnesio - Est. Nuevo Mundo       | 573 574                                                | Nuevo Mundo                      | Boadilla del Monte |      |
| 13291  | Av. Isabel de Farnesio - Federico Chueca        | 573 574                                                |                                  | Boadilla del Monte |      |
| 17983  | Av. Isabel de Farnesio - Pº Sains Cloud         | 573 574                                                |                                  | Boadilla del Monte |      |
| 12183  | Ronda - Ruperto Chapí                           | 566 573 574                                            |                                  | Boadilla del Monte |      |
| 12607  | Pza. Virgen de las Angustias - Est. Nuevo Mundo | 566 573 574                                            |                                  | Boadilla del Monte |      |
| 09886  | Alberca - Instituto                             | 565 573 574 575 1 4                                    |                                  | Boadilla del Monte |      |
| 12296  | Ctra. Majadahonda - Est. Boadilla Centro        | 566 567 573 574 575 1 2 3                              | Boadilla Centro                  | Boadilla del Monte |      |
| 15066  | Ctra. Majadahonda - Av. Adolfo Suárez           | 566 567 573 574 575 1 2 3                              |                                  | Boadilla del Monte |      |
| 08919  | Ctra. M513 - Polideportivo Piscinas             | 566 573                                                |                                  | Boadilla del Monte |      |
| 08745  | Av. Montepríncipe - Urb. Prado Largo            | 566 573                                                |                                  | Boadilla del Monte |      |
| 11978  | Av. Montepríncipe - Hospital Montepríncipe      | 566 573                                                |                                  | Boadilla del Monte |      |
| 08748  | Av. Montepríncipe - Centro Comercial            | 566 573                                                |                                  | Boadilla del Monte |      |
| 08749  | Av. Montepríncipe - Gerencia                    | 566 573                                                |                                  | Boadilla del Monte |      |
| 08771  | Av. Montepríncipe - Facultad Informática        | 566 573                                                |                                  | Boadilla del Monte |      |
| 11279  | Av. Montepríncipe - Colegio                     | 573                                                    |                                  | Boadilla del Monte |      |
| 18272  | Av. Montepríncipe - Est. Montepríncipe          | 573                                                    | Montepríncipe                    | Boadilla del Monte |      |
| 08777  | Ctra. M501 - Pol. Ind. Ventorro del Cano        | 510A 532 573 574 591                                   |                                  | Alcorcón           |      |
| 08775  | Ctra. M511 - Retamares                          | 573 574                                                | Retamares                        | Pozuelo de Alarcón |      |
| 21157  | Ctra. M511 - Cocheras Metro Ligero              | 573                                                    | Cocheras                         | Pozuelo de Alarcón |      |
| 10472  | Ctra. M511 - Ciudad de la Imagen                | 510A 532 573 574                                       |                                  | Pozuelo de Alarcón |      |
| 11449  | P.º Príncipe - Telemadrid                       | 572 573                                                |                                  | Pozuelo de Alarcón |      |
| 08653  | Ctra. M502 - Gta. Arroyo Meaques                | 560 561 561A 561B 562 563 564 572 573 574              |                                  | Madrid             |      |
| 08410  | Ctra. Cchel. a Aravaca - Colonia Jardín         | 510A 532 560 561 561A 561B 562 563 564 572 573 574 591 | Colonia Jardín                   | Madrid             |      |
| 3592   | Avenida de los Poblados-Empalme                 | 36 H 561 561A 561B 562 563 564 572 574 591             | Empalme                          | Madrid             |      |
| 15782  | Av. Las Águilas - Aluche                        | 572                                                    | Aluche                           | Madrid             |      |